# Casa Monfort I
La Casa Monfort I és un edifici del municipi de Figueres (Alt Empordà) que forma part de l'Inventari del Patrimoni Arquitectònic de Catalunya.

## Descripció
És un edifici entre mitgeres sitaut a darrere del Museu Dalí. És un edifici de planta baixa, dos pisos i golfes amb una terrassa com a coberta. La planta baixa té dues obertures en arc de mig punt difícils de veure a causa del local comercial que l'ocupa. Els pisos superiors tenen tres obertures cadascun, amb dues d'elles amb balcó. Aquestes obertures estan emmarcades, i aquest marc està decorat per formes geomètriques. Un gran voladís corona la façana.